# Meeresschutzgebiet Batiquitos-Lagune
Das Meeresschutzgebiet Batiquitos-Lagune ist ein Meeresschutzgebiet in San Diego County an der Südküste Kaliforniens. Es ist Teil der Batiquitos-Lagune, einem Gezeiten-Feuchtgebiet an der Küste, das innerhalb der Stadtgrenzen von Carlsbad liegt und an Encinitas angrenzt. Dieses Meeresschutzgebiet umfasst rund 3.218 Kilometer.

## Geschichte
Das Meeresschutzgebiet Batiquitos Lagoon wurde von der Fisch- und Wild-Kommission 1983 als ökologisches Reservat ausgewiesen. Es ist eines von 36 neuen Meeresschutzgebieten, die im Dezember 2010 vom kalifornischen Ministerium für Fisch und Wildtiere in der dritten Phase der Initiative zum Schutz des Meereslebens verabschiedet wurden. Diese Initiative ist ein gemeinschaftlicher öffentlicher Prozess zur Schaffung eines landesweiten Netzwerks von Schutzgebieten entlang der kalifornischen Küste. Die neuen Meeresschutzgebiete wurden von lokalen Tauchern, Fischern, Naturschützern und Wissenschaftlern ausgewiesen, aus denen sich die regionale Interessengruppe der Südküste zusammensetzt. Ihre Aufgabe ist es, ein Netzwerk von Schutzgebieten zu schaffen, das empfindliche Meereslebewesen und Lebensräume bewahrt und gleichzeitig die Erholungs-, Studien- und Bildungsmöglichkeiten verbessert. Die Meeresschutzgebiete an der Südküste existieren seit Inkrafttreten der Gesetze 2012.

## Schutzaktivitäten
Innerhalb des Meeresschutzgebiets Batiquitos-Lagune ist die Fischerei aller lebenden Meeresressourcen verboten. Davon ausgenommen sind Entnahmen gemäß Betrieb und Instandhaltung, Wiederherstellung des Lebensraums, Forschung und Ausbildung, Instandhaltungsbaggerung und Instandhaltung künstlicher Strukturen innerhalb des Schutzgebiets gemäß den erforderlichen bundesstaatlichen, staatlichen und lokalen Genehmigungen oder Aktivitäten gemäß Abschnitt 630 oder anderweitig von der Behörde genehmigte Aktivitäten. Bootfahren, Schwimmen, Waten und Tauchen sind im Naturschutzgebiet verboten.

## Geographie und Lage
Das Meeresschutzgebiet Batiquitos Lagoon umfasst die Gewässer unterhalb der mittleren Flutlinie innerhalb der Batiquitos Lagoon östlich der Brücke des Interstate Highway 5.
Die Küste von Encinitas und die nahe gelegenen Städte Cardiff und Solana Beach bieten Wanderwege mit Meerblick zum Radfahren. Swamis Strand ist mit mehreren Kilometern zusammenhängender Strände verbunden, vom Einfluss der San Elijo Lagune bis zum Steg am Südcarlsbader Strand. Die Gegend ist beliebt zum Wandern und Joggen.

## Lebensraum und Tierwelt
Dieses Gebiet schützt wichtige Lebensräume der Flussmündung und die damit verbundenen Arten. Zu den Lebensraumtypen gehören offenes Wasser / Gezeiten-, Gezeiten-Wattenmeer, Salzwiesen an der Südküste, Brackwiesen an der Küste, Nistgebiete, Übergangszonen und Auenwälder im südlichen Uferwaldgebiet der Weidenart Salix lasiolepis. Die dominierende Flora umfasst Seegras, Sumpf-Samphire  und weißen Salbei. Die dominierende Fauna umfasst gestreifte Meeräsche, Silberreiher, Hornschnecke, Waschbär, Waldratte, Stinktier und Ziesel.

## Wissenschaftliche Überwachung
Gemäß dem Marine Life Protection Act werden ausgewählte Meeresschutzgebiete entlang der kalifornischen Südküste von Wissenschaftlern überwacht, um ihre Wirksamkeit im Auge zu behalten und mehr über die Gesundheit der Ozeane zu erfahren. Ähnliche Studien in Meeresschutzgebieten vor den Kanalinseln von Santa Barbara haben bereits allmähliche Verbesserungen der Fischgröße und -anzahl festgestellt.